# Platycheirus naso
Platycheirus naso är en tvåvingeart som först beskrevs av Walker 1849.  Platycheirus naso ingår i släktet fotblomflugor, och familjen blomflugor.
Artens utbredningsområde är Ontario. Inga underarter finns listade i Catalogue of Life.